# Paulus Moreelse

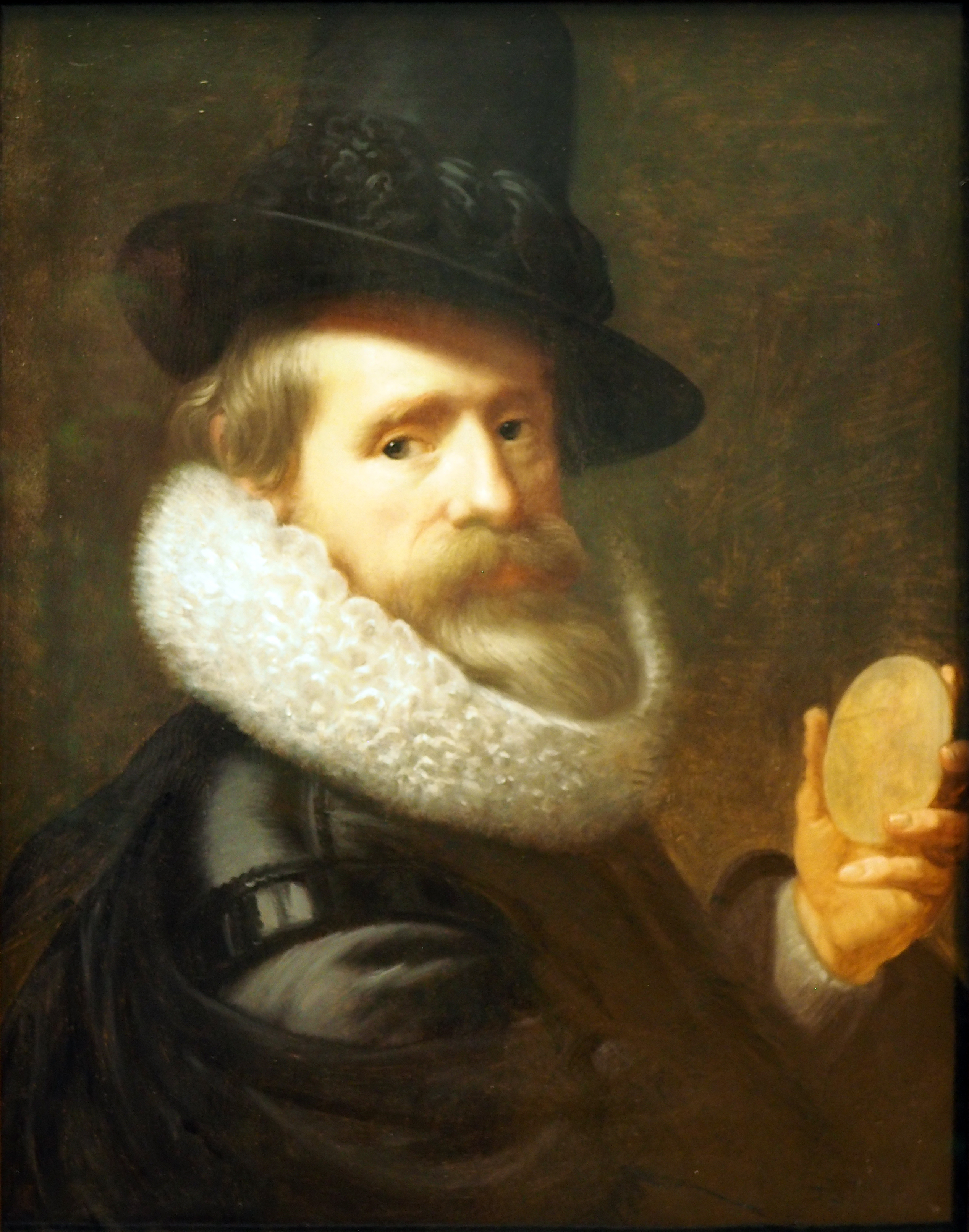
Paulus Moreelse (1615/20)

Paulus Janszoon Moreelse (* 1571 in Utrecht; † 19. März 1638 ebenda) war ein niederländischer Porträt- und Geschichtsmaler des Goldenen Zeitalters der Niederlande. Sein Stil war an dem Caravaggios orientiert. Sein Sohn war der Maler Johan Moreelse.
Moreelse begann seine Malerlaufbahn als Lehrling des Delfter Malers Michiel Janszoon van Miereveld. Nach einer Italienreise (1596) kehrte er nach Utrecht zurück und malte vornehmlich Porträts (1602) von Zeitgenossen und Kollegen sowie Vertreter von Adelshäusern, wie z. B. das Porträt des Herzogs Christian von Braunschweig-Wolfenbüttel oder das der Utrechter Familie van Voorst. Er war maßgeblich am Aufbau der Malergilde „Sint Lucas“ in seiner Heimatstadt beteiligt, deren erster gewählter Vorsitzender er war. Nach 1620 konzentrierte er sich auf religiöse und mythologische Themen. Neben seiner Maltätigkeit war er auch politisch (als Stadtrat) und als Architekt tätig (entwarf u. a. das damalige Katharinentor in Utrecht). Zudem war er 1636 an der Gründung der Universität Utrecht beteiligt. Seine Werke waren seinerzeit als Sammelobjekte sehr gefragt.

## Werke
(Auswahl)

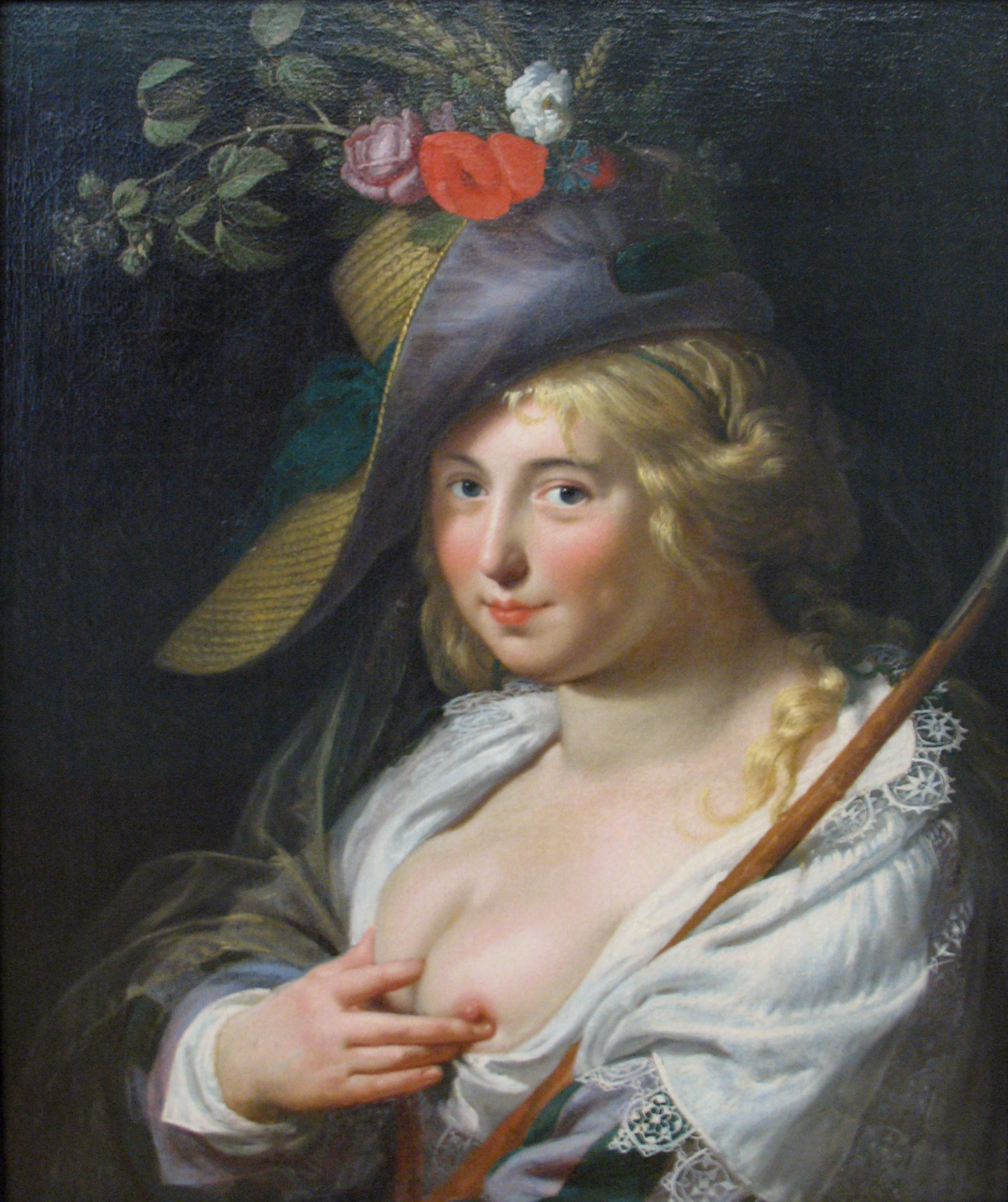
Die blonde Schäferin, 1624

- „Porträt eines vierjährigen Jungen mit Schläger und Ball“ (1611)
- „Pan spielt seine Flöten“
- „Porträt des Herzog Christian von Braunschweig-Wolfenbüttel“ (1619)[1]
- „Die blonde Schäferin“ (1624)
- „Junge Dame in schwarzer Robe“ (1626)
- „Bildnis eines Hirtenknaben“ (1627)
- „Porträt des Lucas van Voorst“ (1628)
- „Porträt der Catharina van Voorst“ (1628)
- „Vertumnus und Pomona“ (ca. 1630)
- „Venus, zwei Tauben fütternd“
- „Frau am Spiegel“ (1632)